# Svetozar Ilešič
Svetozar Ilešič, slovenski geograf, * 8. junij 1907, Ljubljana, † 4. februar 1985, Ljubljana.
Ilešič je bil drugi upravnik Geografskega inštituta SAZU ter predstojnik Oddelka za geografijo Filozofske fakultete v Ljubljani, pa tudi član več domačih in tujih univerz. Poleg pomembnih znanstvenih del je tudi avtor šolskih geografskih učbenikov. Zagovarjal je enotno, kompleksno geografijo. Njegova sinova sta Mirko in Marko Ilešič. Pokopan je v družinski grobnici na Žalah.

## Življenje in delo
Rodil se je skupaj s svojim dvojčkom in dvojčico Ivanom in Nikito. Oče mu je bil literarni zgodovinar Fran Ilešič, mati mu je bila Ana (rojena Kralj).
Svetozar Ilešič je leta 1930 diplomiral na Filozofski fakulteti v Ljubljani iz geografije in zgodovine. Doktorat z naslovom Kmetska naselja na Gorenjskem je uspešno zagovarjal tri leta kasneje. Takoj po disertaciji je postal asistent Antona Melika, ki ga je v letih 1936/37 poslal na študijsko izpopolnjevanje v Francijo. Leta 1940 je postal docent, izredni profesor 1947 in 1950 redni profesor. Med letoma 1950 in 1952 je bil prorektor Univerze v Ljubljani, v bližnjih obdobjih pa tudi dekan Prirodoslovno-matematične fakultete, 1960–63 pa prvi predstojnik Oddelka za geografijo Filozofske fakultete v Ljubljani za Melikom, katerega je po njegovi smrti nasledil tudi kot upravnik (1967–81) tedanjega Geografskega inštituta Slovenske akademije znanosti in umetnosti (leta 1976 je bil ta imenovan po Meliku), nato pa je bil do 1983 še predsednik njegovega znanstvenega sveta. SAZU ga je leta 1967 sprejela za svojega dopisnega člana, za rednega pa tri leta kasneje (1970). Postal je tudi zunanji član Poljske akademije znanosti (PAN, 1980). 1973–76 je vodil še Inštitut za raziskovanje Krasa SAZU v Postojni ter ustanovil Svet za proučevanje in varstvo okolja pri SAZU.
Ilešičevo znanstveno raziskovanje je bilo pred 2. svetovno vojno usmerjeno zlasti v družbeno geografijo Slovenije, po njej pa v zgodovinsko geografijo agrarnih pokrajin v Sloveniji, ki je bistveno pomagala pri uveljavitvi slovenske geografije na svetovni ravni z njegovim delom Sistemi poljske razdelitve na Slovenskem (prevedeno v nemščino 1959). Preučeval je tudi fizičnogeografska vprašanja in metodologijo ter teorijo sodobne geografske znanosti. Ravno tako je pomembna njegova regionalizacijska shema (po funkcijskem načelu) za Slovenijo in Jugoslavijo ter pedagoška geografska literatura. Njegova predavanja so potekala na mnogih univerzah doma in v tujini. Mdr. je bil predsednik Geografskega društva Slovenije, 1961–67 član Komisije za metode ekonomske regionalizacije pri Mednarodni geografski zvezi, kasneje tudi predsednik jugoslovanskega zveznega komiteja za geografijo (1968–72). Bil je urednik Geografskega vestnika (1959–72, glavni urednik), Geografskega zbornika in Krasoslovnega zbornika.
V enem največjih in najpomembnejših sodobnih slovenskih geografskih del Slovenija, pokrajine in ljudje (Ljubljana 1996) na 735 straneh je viden Ilešičev vpliv in vpliv njegovih pogledov na regionalizacijo Slovenije, kot si jo je zamislil v prispevku Redakcijska zasnova in struktura predvidene regionalnogeografske monografije Slovenije (Geografski vestnik LIII, 1981). Skladno z njegovimi načeli o enotnosti geografije so tudi njegove regionalno geografske objave oz. monografije.
Za svojo znanstveno dejavnost je bil nagrajen med drugim s Prešernovo nagrado leta 1952, s Kidričevo nagrado leta 1977 in 1979 z nagrado AVNOJ. Po upokojitvi leta 1975 je bil med prvimi razglašen za zaslužnega profesorja ljubljanske, 1982 pa še za častnega doktorja mariborske univerze. Postal je tudi častni predsednik Geografskega društva Slovenije ter častni član različnih društev v Sloveniji in tujini.

## Dela
- Gospodarska in politična geografija sveta (1947, 1966–7.izd.)
- študija Sistemi poljske razdelitve na Slovenskem (1950)
- Gospodarska geografija sveta I: Amerika (1952); II: Afrika, Južna Azija, Avstralija z Oceanijo in južnim polarnim svetom (1957)
- Ekonomska regionalna geografija sveta (1963)
- Obča geografija (1967)
- Pogledi na geografijo (1979).

Oddelek za geografijo Filozofske fakultete Univerze v Ljubljani organizira redno letno znanstveno srečanje Ilešičeve dneve. Zveza geografskih društev Slovenije je v spomin Ilešiču leta 1999 odkrila spominsko ploščo na njegovem domu na Trstenjakovi ulici 9 v Ljubljani. Zveza geografov Slovenije podeljuje Ilešičevo priznanje za pomembne dosežke in za življenjsko delo na področju pedagogike geografije.